# Jula (piosenkarka)
Jula, właśc. Julita Ratowska (ur. 3 marca 1991 w Łomży) – polska piosenkarka i autorka tekstów.
Popularność przyniosły jej przeboje „Za każdym razem” i „Nie zatrzymasz mnie”. Dotychczas wydała trzy albumy studyjne: Na krawędzi (2012), 180° (2014) i Milion słów (2017).

## Życiorys
Urodziła się 3 marca 1991 w Łomży. Jako dziecko śpiewała w Zespole Pieśni i Tańca „Łomża”. W 2010 ukończyła Liceum Profilowane „Zarządzanie informacją” przy Zespole Szkół Ekonomicznych i Ogólnokształcących Nr 6 w Łomży. Następnie rozpoczęła studia na kierunku filologia angielska w kolegium językowym w Łomży, które przerwała.
Zyskała popularność dzięki swoim amatorskim nagraniom muzycznym publikowanym w internecie. W 2007 wraz z Kamilą Jankowską nagrała swój pierwszy utwór – „Sprzeczność serc”. W 2012 wydała pierwszy solowy singel – „Za każdym razem”, który dotarł na szczyt listy najczęściej odtwarzanych utworów w polskich rozgłośniach radiowych. Nagraną przez wokalistkę w domowych warunkach wersję utworu odsłuchało w internecie ponad 1 mln użytkowników. W maju 2012 wykonała utwór w konkursie Trendy na festiwalu TOPtrendy 2012 i została laureatką nagród: publiczności, internautów oraz słuchaczy radia RMF Maxxx. Miesiąc później wzięła udział z utworem „Za każdym razem” w konkursie Premiery na 49. KFPP w Opolu. W lipcu została nagrodzona w kategoriach Najlepszy debiut oraz Najlepszy artysta ESKA.pl podczas gali Eska Music Awards 2012, na której była nominowana także w kategoriach: Najlepsza artystka i Najlepszy hit (za „Za każdym razem”). 14 sierpnia wydała nakładem My Music debiutancki album pt. Na krawędzi, które uplasowało się na trzecim miejscu listy OLiS i zyskało status złotej płyty za sprzedaż ponad 15 tys. egzemplarzy. Drugi singel z płyty, „Nie zatrzymasz mnie”, powtórzył sukces poprzedniego, również plasując się na pierwszym miejscu polskiej listy airplay. Jesienią 2012 Jula była trenerką 16-osobowej drużyny z Łomży w trzeciej edycji programu TVP2 Bitwa na głosy, z którą odpadła z programu w szóstym odcinku, zajmując piąte miejsce.
W 2013 otrzymała nominację do Kids’ Choice Awards 2013 w kategorii Ulubiona polska gwiazda. Była nominowana również do Superjedynek w kategoriach SuperArtystka i SuperPrzebój (za „Nie zatrzymasz mnie”). W czerwcu z utworem „Nie zatrzymasz mnie” wystąpiła w koncercie Największe przeboje roku na festiwalu TOPtrendy 2013 w Sopocie. 17 czerwca 2014 wydała drugi album studyjny pt. 180°, który notowany był na 24. miejscu na liście sprzedaży płyt w Polsce. Wydawnictwo promowane było przez single: „Ślad”, „Nieśmiertelni” oraz „Będę za Tobą”, będący duetem z „Fabiszem”. W międzyczasie nagrała utwór „Przed siebie”, promujący Young Stars Festival. W 2015 użyczyła głosu Catty Noir w specjalnym wydaniu filmu Monster High, musicalu Monster High. Boo York, Boo York. Ponadto nagrała kilka piosenek na ścieżkę dźwiękową filmu.

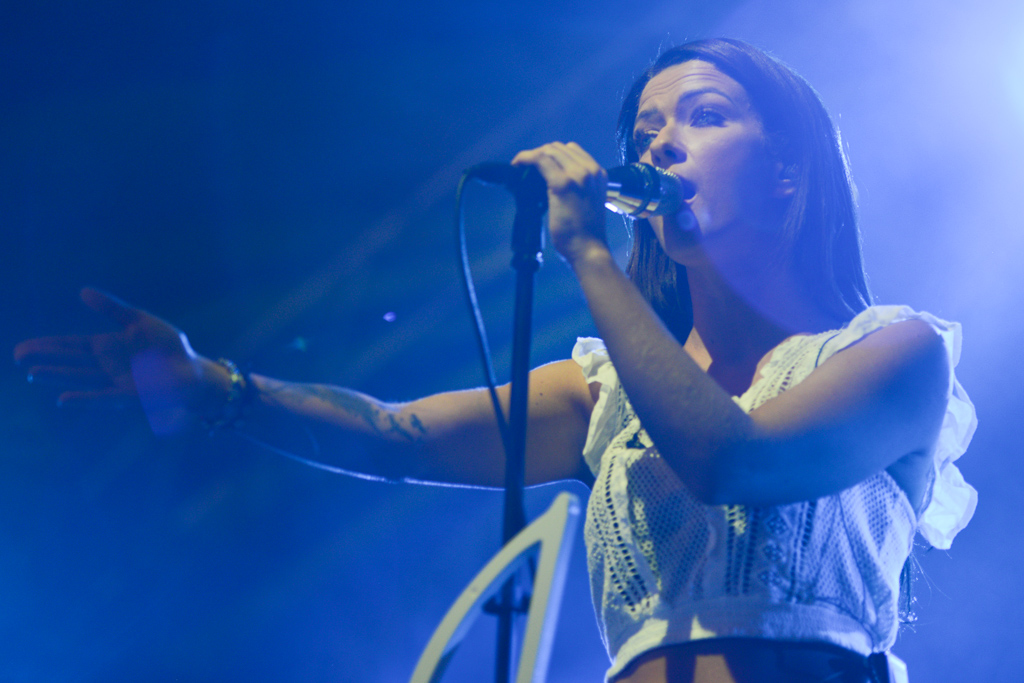
Jula (2017)

W 2016 podpisała kontrakt z wytwórnią Warner Music Poland, w wyniku czego wydała singel „Milion słów”, zapowiadający jej trzeci album studyjny. Utwór uplasował się na 14. miejscu listy AirPlay – Top, został również certyfikowany podwójną platyną. W listopadzie wydała świąteczny utwór „Gdy gwiazdka”, który nagrała z chórem Sound’n’Grace. Kompozycja znalazła się na trzecim albumie Juli. Również w 2016 dołączyła do obsady serialu TVP2 M jak miłość, w którym wcieliła się w rolę Pauliny Suskiej. Odcinki z jej udziałem trafiły do emisji na początku 2017 roku. Do serialu nagrała również tytułowy utwór, który znalazł się na jej trzecim albumie studyjnym. Wiosną 2017 na antenie stacji TVN rozpoczęła się emisja drugiej edycji programu Agent – Gwiazdy z udziałem Juli. Odpadła w trzecim odcinku, zajmując 11. miejsce. 20 lutego 2017 wydała utwór „Dobrego dnia”, będący drugim singlem zwiastującym album. Utwór zajął 11. miejsce na polskiej liście airplay. Płyta, zatytułowana Milion słów, została wydana 26 maja 2017 i uplasowała się na 14. pozycji listy OLiS. W lipcu wydała utwór „Tętno”, a w listopadzie ostatni singel z płyty, „Nieistnienie”. W 2019 była jedną z jurorek drugiej edycji talent-show telewizji Polsat Śpiewajmy razem. All Together Now. 12 lutego 2021 wydała swój nowy singiel "Między wierszami" promujący nadchodzący czwarty studyjny album artystki. W maju 2023 po dwóch latach przerwy od wydawnictwa artystka wydała singiel – „Patronus”, który zaprezentowała telewidzom programu Dzień dobry TVN. Pod koniec lipca wydała kolejny wideoklip do singla – „Tańczę sama. 25 stycznia 2024 zaprezentowała teledysk do utworu „Naiwność".

## Życie prywatne
W latach 2010–2017 jej mężem był raper Marcin „Fabisz” Fabiszewski. Po rozwodzie wróciła do panieńskiego nazwiska.

## Dyskografia

### Albumy studyjne
| Rok  | Dane dot. albumu | Najwyższa pozycja na liście | Certyfikat         | Sprzedaż       |
| Rok  | Dane dot. albumu | POL                         | Certyfikat         | Sprzedaż       |
| ---- | --- | --------------------------- | ------------------ | -------------- |
| 2012 | Na krawędzi - Data wydania: 14 sierpnia 2012 - Wytwórnia: My Music - Format: CD, digital download, media strumieniowe        | 3                           | - POL: złota płyta | - POL: 15 000+ |
| 2014 | 180° - Data wydania: 17 czerwca 2014 - Wytwórnia: My Music - Format: CD, digital download, media strumieniowe                | 24                          | brak               | brak danych    |
| 2017 | Milion słów - Data wydania: 26 maja 2017 - Wytwórnia: Warner Music Poland - Format: CD, digital download, media strumieniowe | 14                          | brak               | brak danych    |

### Single
Jako główna artystka
| Rok                                                      | Tytuł                                     | Najwyższe pozycje na listach | Najwyższe pozycje na listach | Najwyższe pozycje na listach | Certyfikat                | Sprzedaż       | Album       |
| Rok                                                      | Tytuł                                     | POL                          | POL                          | POL                          | Certyfikat                | Sprzedaż       | Album       |
| Rok                                                      | Tytuł                                     | AirPlay                      | AirPlay Nowości              | AirPlay TV                   | Certyfikat                | Sprzedaż       | Album       |
| -------------------------------------------------------- | ----------------------------------------- | ---------------------------- | ---------------------------- | ---------------------------- | ------------------------- | -------------- | ----------- |
| 2012                                                     | „Za każdym razem”                         | 1                            | 3                            | 2                            | brak                      | brak danych    | Na krawędzi |
| 2012                                                     | „Nie zatrzymasz mnie”                     | 1                            | 1                            | 1                            | brak                      | brak danych    | Na krawędzi |
| 2012                                                     | „Kiedyś odnajdziemy siebie”               | –                            | –                            | 4                            | brak                      | brak danych    | Na krawędzi |
| 2013                                                     | „Ślad”                                    | –                            | –                            | –                            | brak                      | brak danych    | 180°        |
| 2014                                                     | „Przed siebie”                            | –                            | –                            | –                            | brak                      | brak danych    | Young Stars |
| 2014                                                     | „Nieśmiertelni”                           | –                            | –                            | –                            | brak                      | brak danych    | 180°        |
| 2014                                                     | „Będę za Tobą” (gościnnie: Fabisz)        | –                            | –                            | –                            | brak                      | brak danych    | 180°        |
| 2016                                                     | „Milion słów”                             | 14                           | –                            | –                            | - POL: 2× platynowa płyta | - POL: 40 000+ | Milion słów |
| 2016                                                     | „Gdy gwiazdka” (gościnnie: Sound’n’Grace) | 18                           | 4                            | –                            | - POL: złota płyta        | - POL: 25 000+ | Milion słów |
| 2017                                                     | „Dobrego dnia”                            | 11                           | 3                            | –                            | brak                      | brak danych    | Milion słów |
| 2017                                                     | „Tętno”                                   | –                            | –                            | –                            | brak                      | brak danych    | Milion słów |
| 2017                                                     | „Nieistnienie”                            | –                            | –                            | –                            | brak                      | brak danych    | Milion słów |
| 2021                                                     | „Między wierszami”                        | –                            | –                            | –                            | brak                      | brak danych    | –           |
| 2023                                                     | „Patronus"                                | –                            | –                            | –                            | brak                      | brak danych    | –           |
| 2023                                                     | „Tańczę sama"                             | –                            | –                            | –                            | brak                      | brak danych    | –           |
| 2024                                                     | „Naiwność"                                | –                            | –                            | –                            | brak                      | brak danych    | –           |
| „–” oznacza, że singel nie był notowany na danej liście. |                                           |                              |                              |                              |                           |                |             |

Jako gościnna artystka
| Rok                                                      | Tytuł                                               | Najwyższe pozycje na listach | Najwyższe pozycje na listach | Certyfikat             | Sprzedaż       | Album       |
| Rok                                                      | Tytuł                                               | POL                          | POL                          | Certyfikat             | Sprzedaż       | Album       |
| Rok                                                      | Tytuł                                               | AirPlay                      | AirPlay Nowości              | Certyfikat             | Sprzedaż       | Album       |
| -------------------------------------------------------- | --------------------------------------------------- | ---------------------------- | ---------------------------- | ---------------------- | -------------- | ----------- |
| 2018                                                     | „To dobre jest” (DJ Remo, gościnnie: Jula)          | –                            | –                            | brak                   | brak danych    | Sekret      |
| 2019                                                     | „Zanim nas policzysz” (Filip Lato, gościnnie: Jula) | 46                           | 2                            | - POL: platynowa płyta | - POL: 20 000+ | Halo Ziemia |
| „–” oznacza, że singel nie był notowany na danej liście. |                                                     |                              |                              |                        |                |             |

### Teledyski
| Rok       | Utwór                       | Reżyseria                  |
| --------- | --------------------------- | -------------------------- |
| 2012      | „Za każdym razem”           | Paweł Łukomski (Studio 35) |
| 2012      | „Nie zatrzymasz mnie”       | Endorfina Artmedia         |
| 2012      | „Kiedyś odnajdziemy siebie” | Endorfina Artmedia         |
| 2013      | „Ślad”                      | Endorfina Artmedia         |
| 2014      | „Nieśmiertelni”             | Michał Kwiatek             |
| 2014      | „Będę za Tobą”              | Smoła Studio               |
| 2016      | „Milion słów”               | Kamil Krawczycki           |
| 2016      | „Gdy gwiazdka”              | Kamil Krawczycki           |
| 2017      | „Dobrego dnia”              | Kamil Krawczycki           |
| 2017      | „Tętno”                     | Adam Gawenda               |
| 2017      | „Nieistnienie”              | Adam Gawenda               |
| 2021      | „Między wierszami”          | Sergiusz Wasilewski        |
| 2023      | „Patronus"                  | Marcin Piotrowski          |
| 2023      | „Tańczę sama"               |                            |
| Gościnnie |                             |                            |
| 2018      | „To dobre jest”             | –                          |
| 2019      | „Zanim nas policzysz”       | Kamil Krawczycki           |

## Filmografia
Seriale
- 2017: M jak miłość jako Paulina Suska, niania Szymka Chodakowskiego, syna Marcina Chodakowskiego (odc. 1292–1293, 1295, 1300, 1305, 1308, 1310, 1321, 1324, 1328, 1335)[64]

Polski dubbing
- 2015: Monster High. Boo York, Boo York jako Catty Noir

## Nagrody i nominacje
| Rok  | Konkurs                           | Kategoria                                        | Rezultat   |
| ---- | --------------------------------- | ------------------------------------------------ | ---------- |
| 2012 | TOPtrendy 2012                    | Nagroda słuchaczy radia RMF MAXXX                | Wygrana    |
| 2012 | TOPtrendy 2012                    | Nagroda internautów                              | Wygrana    |
| 2012 | TOPtrendy 2012                    | Nagroda publiczności                             | Wygrana    |
| 2012 | 49. KFPP w Opolu                  | Premiery („Za każdym razem”)                     | Nominacja  |
| 2012 | Eska Music Awards                 | Najlepsza artystka                               | Nominacja  |
| 2012 | Eska Music Awards                 | Najlepszy hit („Za każdym razem”)                | Nominacja  |
| 2012 | Eska Music Awards                 | Najlepszy artysta ESKA.pl                        | Wygrana    |
| 2012 | Eska Music Awards                 | Najlepszy debiut                                 | Wygrana    |
| 2012 | Najlepsi 2012 – Plebiscyt Onet.pl | Artysta roku − Polska                            | 3. miejsce |
| 2012 | Najlepsi 2012 – Plebiscyt Onet.pl | Piosenka roku − Polska („Za każdym razem”)       | 2. miejsce |
| 2013 | Kids’ Choice Awards 2013          | Ulubiona polska gwiazda                          | Nominacja  |
| 2013 | Superjedynki                      | SuperArtystka                                    | Nominacja  |
| 2013 | Superjedynki                      | SuperPrzebój („Nie zatrzymasz mnie”)             | Nominacja  |
| 2013 | TOPtrendy 2013                    | Największe przeboje roku („Nie zatrzymasz mnie”) | Nominacja  |